# L96A1
L96A1は、イギリス軍で制式採用されているボルトアクション方式の狙撃銃である。

## 概要
始めは、PM（Precision Marksman、あるいはPrecision Magazine、プロジェクティブ・マガジンなど）ライフルという名称で、アキュラシー・インターナショナル社で開発された。
その後イギリス軍での狙撃銃トライアルに勝利、L96A1の名で制式採用ライフルの座を手にした。さらにスウェーデンでのトライアルに対応させるためにAW（Arctic Warfare）ライフルへと改良されている。
|          | SV-98                                   | SR-25                                       | M24                  | FR F2                | Arctic Warfare             | SVD                                                         |
| -------- | --------------------------------------- | ------------------------------------------- | -------------------- | -------------------- | -------------------------- | ----------------------------------------------------------- |
| 画像     |                                         |                                             |                      |                      |                            |                                                             |
| 使用弾薬 | 7.62x54mmR弾 7.62x51mm弾 8.58×70mm弾 等 | 7.62x51mm弾                                 | 7.62x51mm弾          | 7.62x51mm弾          | 7.62x51mm弾 8.58×70mm弾 等 | 7.62x54mmR弾                                                |
| 装弾数   | 10発                                    | 5 - 20発                                    | 5発 / 10発           | 10発                 | 5 - 10発                   | 10発                                                        |
| 銃身長   | 650 mm                                  | 508 mm / 609 mm                             | 610 mm               | 650 mm               | 660 mm                     | 620 mm                                                      |
| 全長     | 1,270 mm                                | 1,118 mm                                    | 1,092 mm             | 1,200 mm             | 1,180 mm                   | 1,225 mm                                                    |
| 重量     | 6,200 g                                 | 4,810 g （競技仕様）                        | 4,400 g              | 5,100 g              | 6,500 g                    | 4,310 g                                                     |
| 射程     | 1,000 m                                 | 600 m                                       | 800 m 1,500 m        | 800 m                | 800 m 1,500 m              | 800 m                                                       |
| 作動方式 | ボルトアクション方式                    | 作動:ストーナー方式 閉鎖:ロータリーボルト式 | ボルトアクション方式 | ボルトアクション方式 | ボルトアクション方式       | 作動:ショートストロークピストン式 閉鎖:ターンロックボルト式 |

## 特徴
基本的なメカニズムはボルトアクション式小銃であり、弾薬は脱着式のマガジンに最大で10発まで装填可能である。
ボルトアクション式小銃では珍しいストレート・ストックは、アルミニウム製シャーシをベースとしており、左右2つのプラスチック製成型パネルをシャーシにボルトで連結して一体化させている。レシーバーを含む他の全ての構成部品は、このシャーシに直接ボルトで固定されている。大型のサム・ホールを装備している。
レシーバーの特徴は、鍛造炭素鋼から削り出された、底が平らなフラットボトムアクションを、アルミニウム合金製シャーシに4本のボルトで固定すると共に、エポキシ系接着剤で接着していることである。これは設計当時最先端のベンチレスト競技用ライフル銃の製作法を取り入れたものである。
ステンレス鋼製の銃身は、銃床と接触することのないようフリーフローティング構造で取り付けられている。ツイストレートは.308ウィンチェスター弾/7.62×51mm NATO弾向けには、305mm（12インチ1回転）である。この銃身と上述のシャーシ構造から、高い命中精度を実現することに成功した。
3本ずつ2列に配置された6つのボルトラグにより構成されるボルトは、60度の短いボルト操作で開放され、回転しない（固定の）外部排莢抽出機構と内部エジェクターを備えている。
2段階トリガー機構には、10 - 20ニュートン（2.2-4.4 lbf）の範囲でトリガープル重量を調整可能であり、簡単に取外し可能である。
この銃は、イギリス軍の狙撃銃トライアルに提出された。トライアルでは、その他のイギリス製狙撃銃や外国製の狙撃銃とも比較されたが、最も命中精度が高いと評価され、6×42シュミット&ベンター社製のスコープとともに、イギリス軍の制式採用狙撃銃に選定されることになった。スコープはL1A1テレスコーピック・サイトと名づけられている。

## バリエーション
アキュラシー・インターナショナルは、PMライフルがイギリス軍に制式採用された後、PMライフルをベースに開発されたAWシリーズに様々なバリエーションを追加した。
AI社は、2005年に一旦倒産し再建。その際にAWシリーズは名称を変更。法執行機関向けのモデルを「AE」、.308ウィンチェスター(7.62mm×51)弾モデルや.300ウィンチェスター・マグナム弾モデルなどの旧AW/AWMを「AW」に統合、.50BMG（12.7mm×99）弾モデルを「AW50」とし、オプションや口径に応じた名称を廃止した。
2015年に後述のAXシリーズを主力商品とした結果、AWシリーズの多くは型落ちし、現在はAEの後継となるATシリーズのみが販売されている。

### アークティク・ウォーフェア（Arctic Warfare）ライフル

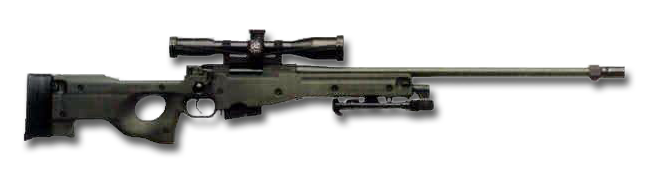
スウェーデン軍のPSG-90

スウェーデン軍での狙撃銃トライアルに対応させるため、寒冷地対応改修を施したモデル。-40度での動作を可能としている。この銃はスウェーデン軍でPSG-90、オーストラリア軍でSR-98として採用されている他、現在ではL118A1（固定銃床モデル）およびL118A2（折り畳み銃床モデル）としてイギリス軍が採用している。.243 Winchester口径も少数ながら生産されている。カタログ上では5.56x45mmモデルも用意できるとされていたが、実際には試作のみに終わっている。L96A1と混同されることが多いが、L96A1はArctic Warfareシリーズのライフルとストックやスコープ、バックアップアイアンサイトの形状が異なるため容易に見分ける事ができる。
- 全長：1,180 mm
- 重量：6,500 g
- 装弾数：10発

### AWF（Folding）

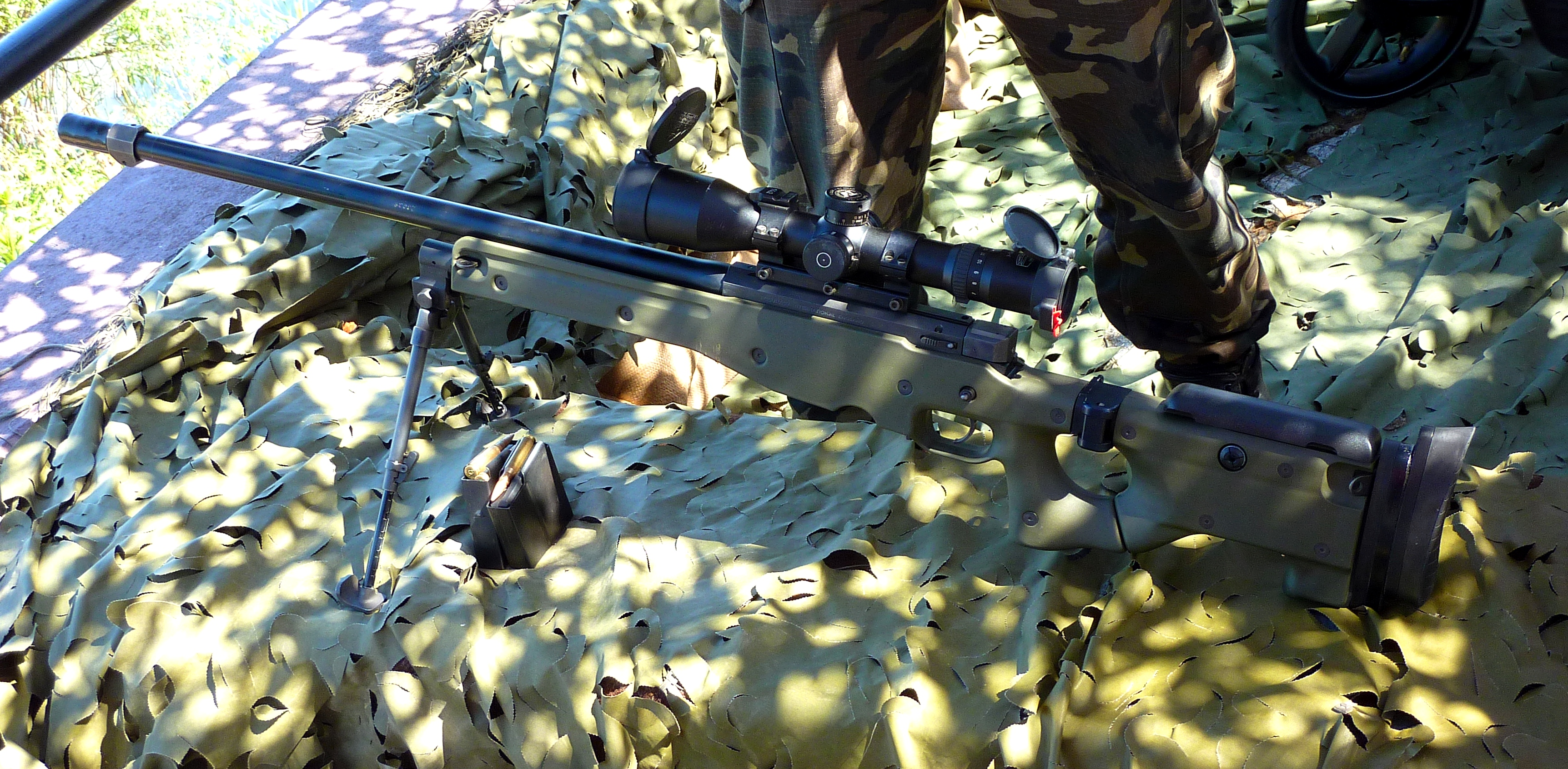
スペイン陸軍のAW308

AWのストックを折りたたみ式ストックとしたモデル。イギリス軍がL118A2として、スウェーデン軍がPSG-90Bとして採用している。

### AWS（Suppressed）
AWにサプレッサー内蔵バレルを組み込んだもの。300m先で.22LR並の音量まで低減されている。通常のバレルとは数分で交換可能。

### AWS Covert
専用のスーツケース内に秘匿できるようにしたAWS。デルタフォースやSASが導入している。

### AWP（Police）

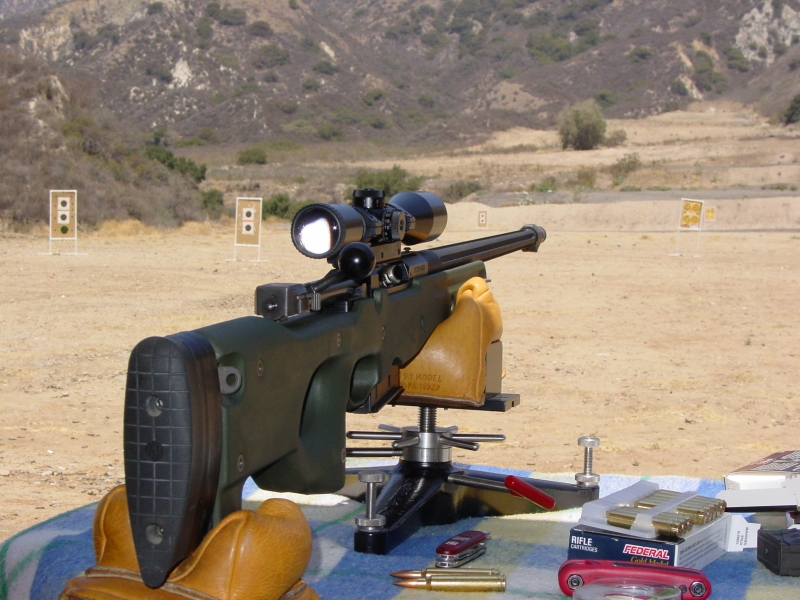
AWP(Police)

各国の法執行機関・警察用として24インチバレル（AWは26インチ）を取り付けたモデル。
- 全長：1,120 mm
- 重量：6,500 g
- 装弾数：10発

### AWM（Magnum）

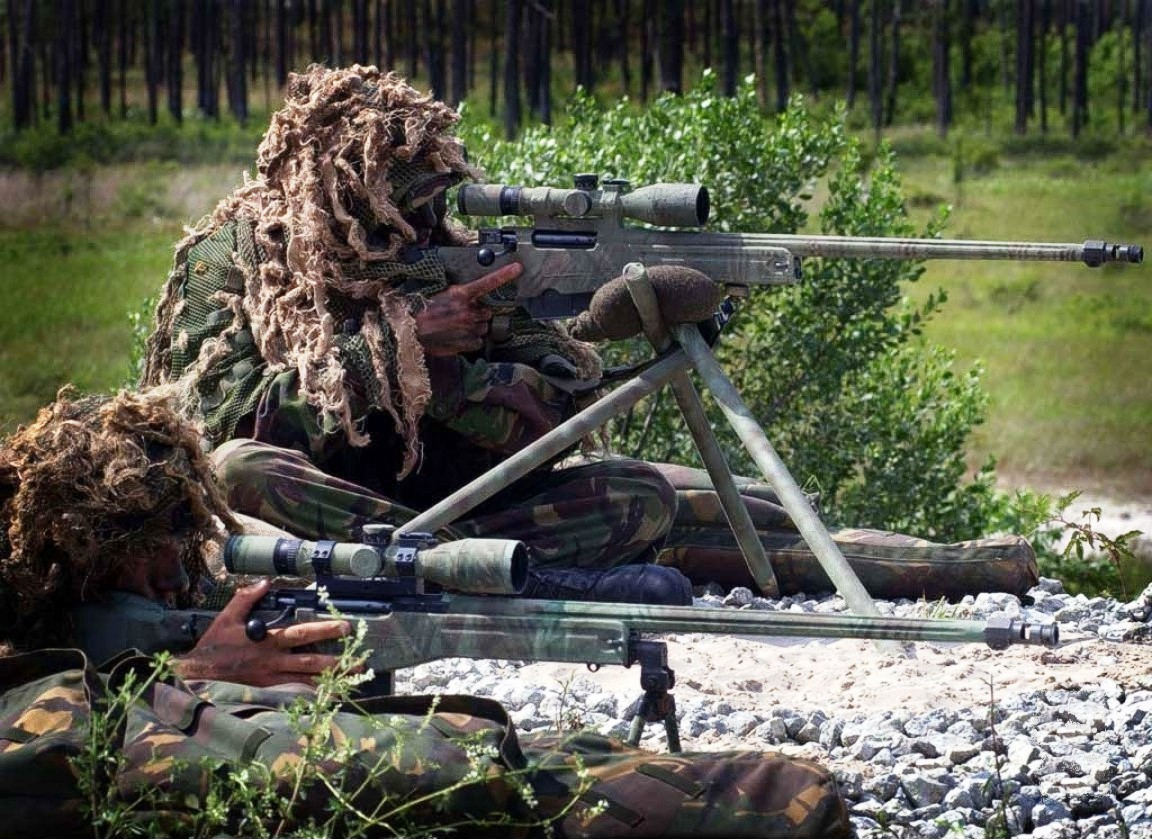
L115A1

AWをマグナム弾である.300Win Mag、.338Lapuaに対応させたモデル。SM（Super Magnum）は、同一モデルの旧名称である。.338Lapuaを使用するモデルをL115A1の名でイギリス軍が採用。2007年11月14日、イギリス軍は最新型のL115A3を580丁発注した。このモデルは新型のマズルブレーキと組み合わせたサウンド・サプレッサーの使用を標準としており、リリースされている写真は全てサプレッサーが装着されている。スコープはシュミット&ベンダーの5-25x56スコープを特注マウントに装備。マグナム口径の採用により、より遠距離の目標に対する命中精度の高い狙撃が可能となった。
- 全長：1,23 0mm
- 重量:6,500 g/6,900 g
- 装弾数：5発

#### AWM-F

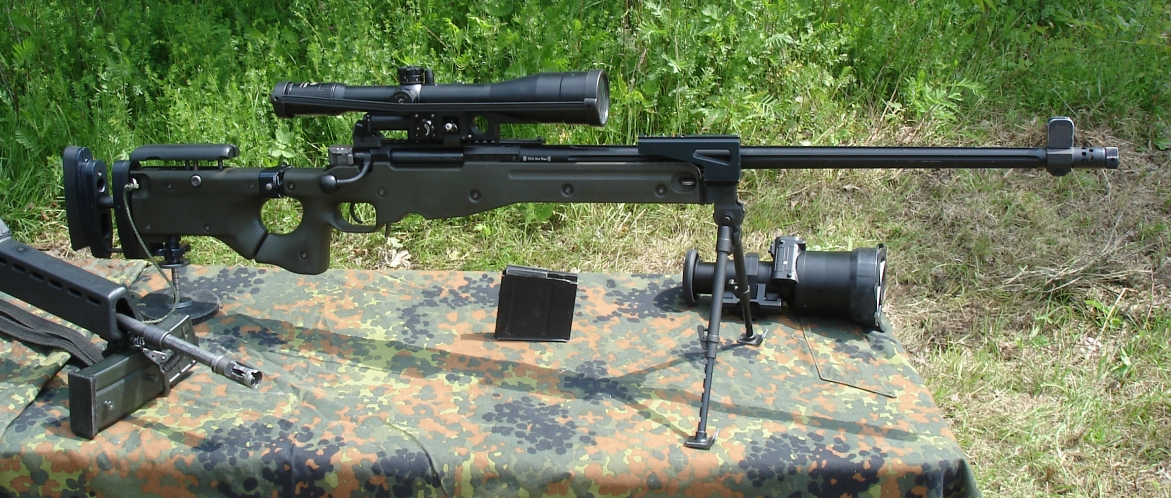
ドイツ連邦軍のG22

AWMのストックを折りたたみ式ストックとしたモデル。.300Win Magモデルをドイツ連邦軍がG22として、338Lapuaモデルをイギリス軍がL115A2、A3として採用している。

### AW50
.50BMG弾対応としたアンチマテリアルライフル。フォールディングストックとしたAW50F、Navy SEALsの要望で作られたセミオート式AS50も存在する。通常モデルをドイツ連邦軍がG24の名で採用。

### AICS シャーシシステム

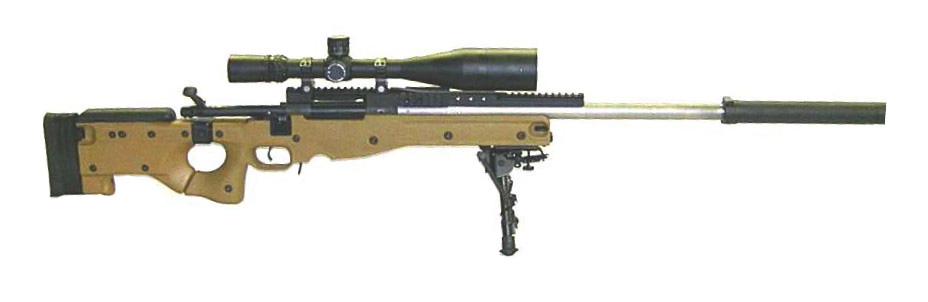
Mk.13 MOD 5

本銃の特徴であるシャーシ・銃床は、Accuracy International Chassis System（AICS）として、レミントンM700シリーズ等のレシーバー向けにも販売されている。アメリカ特殊作戦軍（USSOCOM）は、.300ウィンチェスターマグナム弾を使用するMk 13 Mod 5小銃として、Remington 700/M24用レシーバーの「ロングアクション」ボルトにAICSの折り畳み銃床モデルを組み合わせて使用している。米海兵隊も2018年4月から同様の構成のMk 13 Mod 7によりM40狙撃銃を置き換えている。

## AT（Accuracy Tactical）シリーズ
AT（Accuracy Tactical）モデルは、軍事用途向けのより高価なAXシリーズよりも安価な代替品として2014年に導入された。ATは法執行機関および民間での使用を目的としている。AT狙撃銃はAW狙撃銃の遺産を引き継いでおり、AWシリーズの法執行機関向けモデルのAE（Accuracy Enforcement）狙撃銃の改良版である。

### AT308
AT308は、7.62×51mm NATO弾/.308ウィンチェスター弾を使用する、手動式のボルトアクション式狙撃銃である。1列3本のラグを2列に配置された6つのロッキングラグをボルトヘッドに備えた回転ボルト、アルミ合金製シャーシを備えたポリマー製銃床、スチール製の頑丈な平底レシーバー、等が特徴である。20インチ、24インチ銃身は先端部の取付ネジ無しのプレーンな銃身または取付ネジ付き銃身が選択でき、26インチ銃身は取付ネジ付き銃身のみとなる。AI（Accuracy International）マズルブレーキ（オプション）、取外し可能なサプレッサーが用意される。弾倉は取外し可能な10発弾倉である。1.5-2 kgのトリガー重量に調整可能な2段階トリガーを装備する。
レシーバー上部に統合ピカティニー（Mil-Std 1913）レールがあり、様々な光学スコープが取り付けられる。また様々なアクセサリを取付けるために、追加のアクセサリレールを前部銃床に簡単にボルトで留めることができる。標準の後部銃床はポリマー製で、完全に調整可能なチークピースとバットパッドを備えている。左に折り畳む折り畳み式後部銃床も利用可能である。

### AT AICS シャーシシステム
ATシリーズのAccuracy International Chassis System（AICS）のシャーシ・銃床は、Remington 700のショートおよびロングボルトアクションベースの小銃、Savage M10ショートアクション、Tikka T3ショートアクションの小銃にも使用できる。

## AXシリーズ
Accuracy International社のAX長射程狙撃銃シリーズは、全長の長い強力なスーパーマグナム弾用に設計され、2010年1月にSHOT Show トレードショーで発表された。これは、AWシリーズのAWMモデルに基づく主要な設計の進化であり、Accuracy International社によれば、その開発はUS Special Operations Command solicitation（USSCOM）が募集したPrecision Sniper Rifle（PSR）計画により促された部分もあるとされている。PSR契約は、レミントン・アームズ社のモジュラースナイパーライフルが2013年に契約を獲得した。
AXシリーズは、.338ラプアマグナム弾、.300ウィンチェスターマグナム弾、および7.62×51mm NATO弾/.308ウィンチェスター弾のいずれかを使用し、銃身、ボルト、弾倉/弾倉変更器具を交換するだけで数分で再構成できるマルチ口径の狙撃銃であるAXMCが主要製品である。更にAXシリーズは非マルチ口径の製品として、7.62×51mm NATO弾/.308ウィンチェスター弾を使用するAX308と、.50 BMG弾を使用するAX50で構成されている。

### AXMC

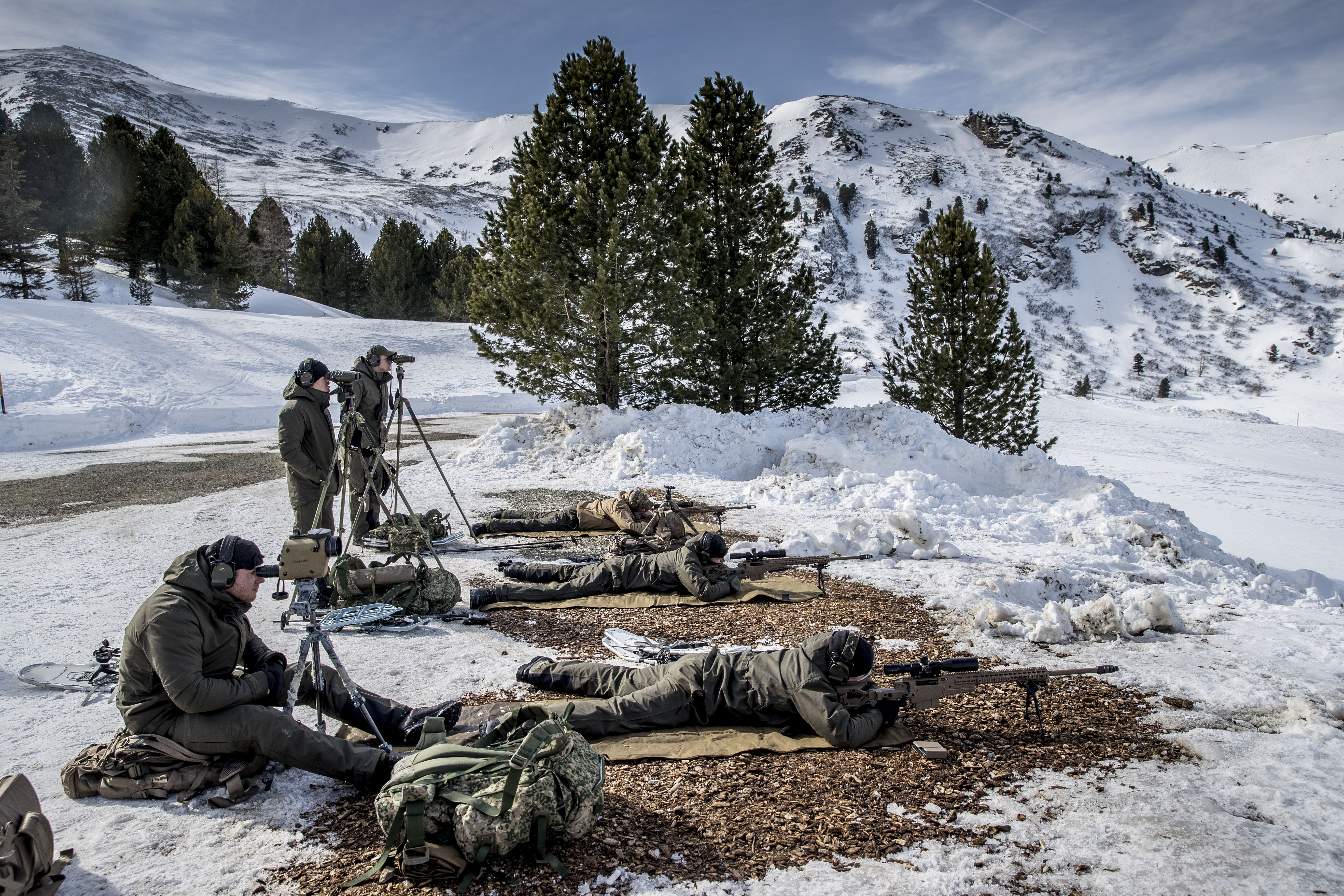
オランダ軍の.338仕様のAXMC

AXMCマルチ口径狙撃銃は、.338ラプアマグナム弾、.300ウィンチェスターマグナム弾、7.62×51mm NATO弾/.308ウィンチェスター弾のいずれかを使用する。AW狙撃銃シリーズと互換性のない寸法の部品が特徴である。AXMC口径変換キットを使用すると、AXMCはボルト、弾倉、銃身を交換することにより、数分で使用弾薬を変更できる。7.62×51mm NATO弾に変換する場合、AX308用弾倉を使用できるように、追加の弾倉変更器具も弾倉装着口内に取付ける必要がある。各口径のシステムに対し単一の撃針とそれを格納する構成部品が用意されているため、変換手順の一部として、必要なボルト構成部品に撃針構成部品を取り付ける必要がある。
AWMと比較して、AXMCのボルト動作はより長くより幅広く、内部弾倉も長くされているため、CIP（Permanent International Commission for the Proof of Firearms Portable）に最長93.50mm（3.681インチ）と定義された.338ラプアマグナム弾を問題なく使用できる。
AXMCのボルトは直径22 mm（0.87インチ）で、ボルト、ボルトヘッド、ロッキングラグ、銃身側の結合部の構造は、非常に堅牢であり、AWMモデルと比較してより安全に、薬室の高い圧力と温度、ボルトへの高い後退圧力を扱えるように設計されている。ボルトの構造が大幅に変更され、ボルトを現場で手動で取外すことができるようになり、ボルト本体からボルトヘッドを取外すというより複雑な作業を単純な手動工具を使用して行うことができる。口径の変更は、ボルト構成部品全体または口径固有のボルトスリーブを変更することでも実現できるが、より大作業となる。ボルトの内部には、ボルトが部分的にしか閉じていない状態で発砲するのを防ぐ新しい安全機能が追加されている。改良された板バネ状のAW 7.62モデル型の抽出器は、一連のボルト動作の信頼性を向上させるはずである。この抽出器は、弾丸先端を使って着脱可能である。
銃身の取付用のねじ山の直径は大きくなり、AXMC専用のものである。本銃には、長さ27インチ（686mm）、.338インチ（8.6mm）口径のフローティング構造で溝付きの銃身が標準として取付けられている。AXMCの銃身には、従来型ではない238 mm（9.375インチ1回転）のツイストレートのライフリングがあり、21世紀に入りより一般的になった。これにより、より長く重い.338口径の極低抵抗力設計の弾丸を適切に安定させる。他の長さ、口径およびツイストレートの銃身はオプションとして利用できる。
2段トリガーには、0.5インチ（13mm）だけ前後に移動できる新しいトリガーシューがあり、15 - 20ニュートン（3.4-4.5 lbf）の範囲でトリガープルを調整可能である。AXMCは、変更された弾倉装着口に挿入される新しい.338ラプアマグナム弾用の10発ダブルカラム（2列重ね）鉄製弾倉を使用する。
さらにAXMCは、フリーフローティング銃身を包むように八角形状をした前部銃床を備えた改訂された外部シャーシストックシステムを備えている。前部銃床の4面にはMIL-STD 1913ピカティニーアクセサリーレールが装備されモジュール式取付けポイントを提供している。八角形状の前部銃床およびピカティニーアクセサリレールには幾つかの長さの選択肢が用意されている。レシーバーの上部には、照準光学系を取付けるためのMIL-STD 1913ピカティニーレールが装備されている。AXMCには、30 MOAの前方に傾斜した光学レールがあり、超長距離射撃に最適化されている。折り畳み式後部銃床には、オプションのバットスパイクを取り付けることができる。厚い衣類や防護服を着用する場合の使用を容易にするために、AICSの銃床と比べて銃床を更に短く調整するのを可能とした。後部銃床には、標準で左右と高さを調整可能なチークピースがあり、オプションでクイック調整可能なチークピースを取付けることもできる。チークピースには、様々な調整、取外し、および（再）取付け手順に使用される4mmの六角レンチが収納されている。ピストルグリップには様々なサイズのバックストラップを取付けることができ、またピストルグリップと可動式のトリガーシューと組み合わせると、引金を個々の射手に合わせて調整できる。

### AX308

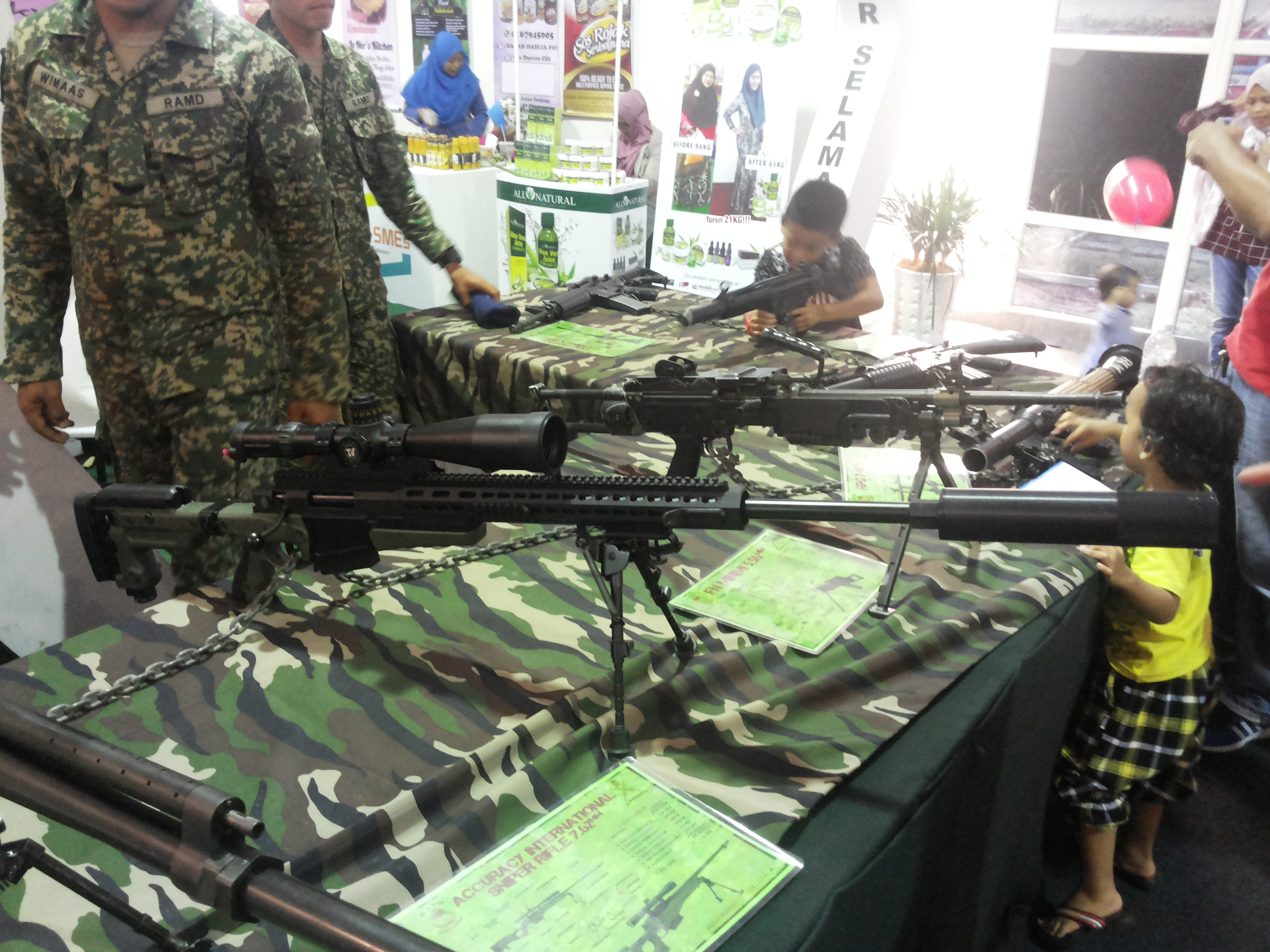
AX308

AX308は、7.62×51mm NATO弾だけを使用する独立モデル。7.62×51mm NATO弾/.308ウィンチェスター弾を使用し、20mm（0.79インチ）のボルト径を備えた、より短いボルトアクション（ショートアクション）機構を備えている。AX308には、長距離射撃用に最適化された20 MOAの前方傾斜光学レールがある。

### AX50
AX50は、AW50を置き換える.50 BMG（12.7×99mm NATO）弾を使用する対物狙撃銃の独立モデル。ボルトの直径が30 mm（1.18インチ）で、大きく長いボルトアクション機構を備えている。

### AX AICS シャーシシステム
AXシリーズのAccuracy International Chassis System（AICS）のシャーシ・銃床は、Remington 700のショートおよびロングボルトアクションベースの小銃にも使用できる。

## 使用国
- オーストラリア - SR98
- ベルギー
- バングラデシュ
- チェコ - AWF
- ドイツ - G22とG22A2
- スペイン
- イギリス - L96A1、L115A3、L118A1、AWC SAS
- インドネシア - AWとAWP
- イタリア
- アイルランド - アイルランド陸軍がAI 92を制式採用し、歩兵大隊内の支援中隊偵察小隊に配備している[3]。
- ラトビア - ラトビア軍がAW、AXMC、AX50を保有している[4]。
- オランダ - コマンドー
- ノルウェー - AWM
- ニュージーランド
- スウェーデン - PSG90
- スリランカ
- ポルトガル
- マレーシア
- ラトビア
- 大韓民国 - AWMとAW50
- 日本 - 特殊急襲部隊が導入[5]

## 登場作品

### 映画・テレビドラマ
『ALPHAS/アルファズ』
1話に登場。
『MI-5 イギリス機密諜報局』
『RED/レッド』
マーヴィンの隠れ家、フランクの武器庫に保管されている。
『REDリターンズ』
ヴィクトリアがサプレッサーを装着して使用する。
『S -最後の警官-』
SATの狙撃手である蘇我伊織が使用する。
『S.A.S. 英国特殊部隊』
AWS Covertが全シーズンで登場。
『デカ 黒川鈴木』
エアガンが登場。
『バイオハザードII アポカリプス』
ラクーンシティ警察特殊部隊「S.T.A.R.S.」の狙撃手がアークティク・ウォーフェアモデルを使用する。

### オリジナルビデオ作品
『仮面ライダーアマゾンズ』
シーズン1にて、ノザマペストンサービス駆除班の福田耕太が使用。弾は通常のライフル弾ではなく、アマゾンの弱点である電流を帯びた特殊弾が使用されている。

### 漫画・アニメ
『HELLSING』
ブラジル警察の特殊部隊がアークティク・ウォーフェアモデルを使用する。
『THE UNLIMITED 兵部京介』
アンディ・ヒノミヤが使用。
『暗殺教室』
修学旅行編でレッドアイが殺せんせーを暗殺するために使用。その時使われたのは実弾ではなく対先生物質で作られた特殊弾である。
『めいどぐらし』
『名探偵コナン』
赤井秀一が使用。

### 小説
『ソードアート・オンライン』
「ファントム・バレット」編で「死銃」がL115A3を使用。改造により、バレル下部にクリーニングロッドのような形で自作のエストックを収納している。この作品内でL115A3は、命中精度の高さと最大射程の広さから｢沈黙の暗殺者(サイレント・アサシン)」の異名が付けられている。
漫画・アニメ版も同様、「死銃」が使用。エストックを収納する改造が施されている点も同じ。
『図書館戦争』
小田原の戦闘の際に、良化特務機関の狙撃手が使用。OPで図書隊の火器の入った木箱に名前が登場。
『六機の特殊』
特殊銃手訓練に登場。

### ゲーム
『Alliance of Valiant Arms』
初期装備としてAWM、ゲーム内通貨でプレイする”ガチャ”の大当たりとしてL96A1が登場。
『ARMA 2』
DLCの "British Armed Forces" に登場。
『BLACKSHOT』
AWPが登場。
『Far Cry 2』
AS50が登場。
『Left 4 Dead 2』
カスタムサーバーで隠し武器としてAWPが登場する。規制版（ドイツ語版）はゴア表現が規制されているバージョンにおいて、その規制の代わりに登場する。威力は銃の中でもトップクラスで特殊感染者のハンターが命中した部位、難易度問わずに一撃死するほどの高威力。
『MASSIVE ACTION GAME』
ベイラー社のスナイパーライフルのひとつとしてL96AWが登場。
『OPERATION7』
「AWM」という名称で登場し、.338Lapua弾を使用。
『Paperman』
L96A1が登場。ゲーム内通貨で購入可能。
『PLAYERUNKNOWN'S BATTLEGROUNDS』
支援物資限定武器として.300ウィンチェスターマグナム弾仕様のAWMが登場。
『WarRock』
「AI_AW」および「AW50F」として登場。
『カウンターストライク』
「マグナムスナイパーライフル」の名称でAWPが登場。モデルはAWPだが、使用弾薬がAWMの使用する.338Lapua弾になっている。
『ガンファイア』
「AWM」の名称で登場する。
『グランド・セフト・オートV』
「スナイパーライフル」の名称でAWFが登場する。
『クロスファイア』
AWMが登場。ゲーム内通貨で購入可能。
『コール オブ デューティシリーズ』
『CoD:MW3』
L118A1が登場。
『CoD:BO』
マルチプレイで使用可能。しかし、ゲームの設定年代が1960年代なので本来は存在しない。
『CoD:G』
L115が登場。
『CoD:BOCW』
「LW3 Tundra」の名称で登場。

『ゴールデンアイ 007（wiiリメイク版）』
キャンペーン、マルチプレイ（Wi-Fi対戦のみ）に「Gambit CP-208」の名称で登場。
『スペシャルフォース』
AWPが登場。ゲーム内通貨で購入可能。
『ソードアート・オンライン フェイタル・バレット』
「AMRAssassin」の名称で登場（武器ランクで名称変化）。他作品同様にクリーニングロッドらしき物体が追加された架空銃である。死銃が使用する。
『バトルフィールドシリーズ』
『BF2』
拡張パック「EURO FORCE」で実装。EU狙撃兵で使用可能。
『Project Reality（BF2）』
オランダ軍の装備としてAWM、ドイツ連邦軍の装備としてG22、イギリス軍の装備としてL115A3が登場。

『BF3』
偵察兵の装備として登場する。
『BF4』
拡張パック「China Rising」にて実装。外見はL115なのに名称がL96A1となっていたが、後にパッチで名称が「L115」に修正された。
『BFH』

『龍が如く5 夢、叶えし者』
冴島大河編の月見野の雪祭りで警備するSATが所持。
『Fortnite』
「ボルトアクション・スナイパーライフル」という名称で登場する。
『想像的破壊』
ゲーム内にAWPが登場する。
『レインボーシックス ベガス 2』
ARCTIC WARFAREが使用可能。
『レッドクルシブル2』
「Taranis」という名称で登場する。

『荒野行動』
「AWM」という名称で登場。稀に通常物資として落ちているが基本は救援物資の中に入っている。
マグナム弾ではなく普通の狙撃銃弾を使用する。
『Bullet Force』
「AI-AWP」の表記で登場。カスタマイズでサイレンサーを付ける事が可能。
『surviv.io』
「AWM-S」という表記で登場。金の救援物資の中に入っており、ゲーム内最強の威力を誇る。